# Monumento al Gaucho
El Monumento al Gaucho es una escultura ecuestre en bronce sobre un pedestal de granito rosado, realizada por el escultor uruguayo José Luis Zorrilla de San Martín entre 1922 y 1927. La estatua se encuentra ubicada en la avenida 18 de julio frente al palacio municipal, en pleno centro de la ciudad de Montevideo, y fue declarada Monumento Histórico por decreto del Poder Ejecutivo uruguayo el 8 de setiembre de 1976.
El monumento homenajea al gaucho, figura representativa del campo de la región pampeana, y a los héroes anónimos que lucharon por la independencia de Uruguay.

## Descripción
| Imagen | Sección                                | Descripción |
| ------ | -------------------------------------- | --- |
|        | Monumento en bronce                    | Figura ecuestre del gaucho soldado portando en su mano derecha su tradicional arma, la lanza. |
|        | Pedestal: Cara Oeste El Holocausto     | Gaucho semicaído protegido por una figura femenina alada que porta una bandera y simboliza la Patria. En la parte inferior de esta sección hay una inscripción grabada en piedra que dice en letras romanas: Al gaucho, primer elemento de emancipación nacional y de trabajo. La Patria |
|        | Pedestal: Cara Sur Faenas Camperas     | Escena de doma. |
|        | Pedestal: Cara Norte La Vida Campesina | Elementos de la vida cotidiana del gaucho: La carreta, el buey, la guitarra y sus herramientas de trabajo. |
|        | Pedestal: Cara Este La Tradición       | Un anciano gaucho sentado bajo un ombú y junto a él, de pie, un joven gaucho al que le enseña sus costumbres. |

## Historia

Inauguración del monumento al Gaucho

Según la Prof. María Emilia Pérez Santarcieri, el proyecto fue presentado por el Dr. Alejandro Gallinal en 1919 en un congreso de la Federación Rural. En 1921 el costo del monumento fue fijado en $60.000. El primer premio del concurso fue ganado por el escultor José Luis Zorrilla de San Martín. El artista, radicado en París en 1922, buscó un modelo de caballo que fuera similar a los caballos criollos. Los modelos para las riendas fueron cedidos por el Dr. Alberto Guani. Los moldes de yeso fueron vaciados en Bélgica, el monumento fue enviado desde Amberes a Montevideo y los yesos volvieron a París. Se eligió para la inauguración el día 31 de diciembre de 1927. Esa fecha fue elegida porque se cumplían los aniversarios de la toma del fuerte de Santa Teresa por los patriotas orientales y también de la batalla del Cerrito.